# Хорхе Саенс
Хорхе Саенс де Мейра Кольмейро (ісп. Jorge Sáenz de Miera Colmeiro; нар. 17 листопада 1996, Санта-Крус-де-Тенерифе, Іспанія) — іспанський футболіст, правий захисник «Валенсії». На умовах оренди грає за клуб «Леганес».

## Клубна кар'єра
Саенс — вихованець клубу «Тенерифе» зі свого рідного міста. 4 січня 2015 року у матчі проти хіхонського «Спортінга» він дебютував в Сегунді. 21 червня 2017 року в поєдинку проти «Хетафе» Хорхе забив свій перший гол за «Тенерифе». Влітку 2019 року Саенс перейшов до «Валенсії», підписавши контракт на 5 років. Сума трансферу становила 2 млн. євро. Для набуття ігрової практики Хорхе віддали в оренду на два роки до «Сельти». 15 вересня в матчі проти «Гранади» він дебютував у Ла-Лізі. 

## Статистика виступів

### За клуб
Востаннє оновлено 15 липня 2019 року.
| Сезон               | Клуб                | Чемпіонат           | Чемпіонат | Чемпіонат | Національний кубок | Національний кубок | Національний кубок | Міжнародний кубок | Міжнародний кубок | Міжнародний кубок | Інші кубки | Інші кубки | Інші кубки | Загалом | Загалом |
| Сезон               | Клуб                | Назва               | Ігри      | Голи      | Назва              | Ігри               | Голи               | Назва             | Ігри              | Голи              | Назва      | Ігри       | Голи       | Ігри    | Голи    |
| ------------------- | ------------------- | ------------------- | --------- | --------- | ------------------ | ------------------ | ------------------ | ----------------- | ----------------- | ----------------- | ---------- | ---------- | ---------- | ------- | ------- |
| 2014-2015           | Тенерифе            | Сегунда Дивізіон    | 5         | 0         | Копа-дель-Рей      | 0                  | 0                  | -                 | -                 | -                 | -          | -          | -          | 5       | 0       |
| 2015-2016           | Тенерифе            | Сегунда Дивізіон    | 16        | 0         | Копа-дель-Рей      | 1                  | 0                  | -                 | -                 | -                 | -          | -          | -          | 17      | 0       |
| 2016-2017           | Тенерифе            | Сегунда Дивізіон    | 29+4      | 0+1       | Копа-дель-Рей      | 1                  | 0                  | -                 | -                 | -                 | -          | -          | -          | 34      | 1       |
| 2017-2018           | Тенерифе            | Сегунда Дивізіон    | 21        | 1         | Копа-дель-Рей      | 3                  | 0                  | -                 | -                 | -                 | -          | -          | -          | 24      | 1       |
| 2018-2019           | Тенерифе            | Сегунда Дивізіон    | 33        | 4         | Копа-дель-Рей      | 1                  | 0                  | -                 | -                 | -                 | -          | -          | -          | 34      | 4       |
| Загалом за Тенерифе | Загалом за Тенерифе | Загалом за Тенерифе | 104+4     | 5+1       |                    | 6                  | 0                  |                   | -                 | -                 |            | -          | -          | 114     | 6       |
| 2019-2020           | Сельта              | Ла-Ліга             | 0         | 0         | Копа-дель-Рей      | 0                  | 0                  | -                 | -                 | -                 | -          | -          | -          | 0       | 0       |
| Загалом за кар'єру  | Загалом за кар'єру  | Загалом за кар'єру  | 104+4     | 5+1       |                    | 6                  | 0                  |                   | -                 | -                 |            | -          | -          | 114     | 6       |